# Maiske, Mena
Maiske (în ucraineană Майське) este un sat în comuna Liskî din raionul Mena, regiunea Cernihiv, Ucraina.

## Demografie
Componența lingvistică a localității Maiske
     Ucraineană (99,48%)
     Alte limbi (0,52%)
Conform recensământului din 2001, majoritatea populației localității Maiske era vorbitoare de ucraineană (99,48%), existând în minoritate și vorbitori de alte limbi.